# Кроазиј (Калвадос)
Кроазиј (фр. Croisilles) насеље је и општина у северној Француској у региону Доња Нормандија, у департману Калвадос која припада префектури Кан.
По подацима из 2011. године у општини је живело 551 становника, а густина насељености је износила 53,86 становника/km². Општина се простире на површини од 10,23 km². Налази се на средњој надморској висини од 27 метара (максималној 182 m, а минималној 16 m).

## Демографија
| 1962. | 1968. | 1975. | 1982. | 1990. | 1999. | 2011. |
| ----- | ----- | ----- | ----- | ----- | ----- | ----- |
| 255   | 279   | 318   | 324   | 393   | 404   | 551   |

График промене броја становника у току последњих година